# Черёмухово (Курган)
Черёмухово — микрорайон на юго-западе Кургана, в 15 км от центра города. Расположен на левом берегу реки Тобол. Жилая застройка преимущественно одноэтажная усадебная, в основном деревянными домами.

## Демография
В 1696 году в селе имелось 20 драгунских дворов.
В 1782 году в селе было 23 двора и проживало 183 человека.
В 2000 году в Черёмухове насчитывалось около 2,5 тысяч жителей.
До Черемухово можно доехать на автобусе № 18, № 99, № 353, № 359.

## История
По некоторым данным, деревня Черёмухова основана в 1670 году. По другим данным основано в 1681 году отставным драгуном Степаном Невежиным.. По более достоверным данным, при перенесении в 1695 году слободы Царев Курган с Арбинского яра на новое место некоторые жители слободы переселилась вверх по Тоболу и основали д. Черемхову. Некоторые считают, что первопоселенцем был Иван Петров сын Нечаев, другие утверждают, что начало поселению положил крестьянин по прозвищу Черемха, от которого оно и получило свое наименование. Достоверно известно, что в 1710 году в деревне Смолиной Курганской слободы проживал крестьянин Григорий Черемха.
Деревня неоднократно подвергалась нападениям кочевников, в 1700, 1706, 1736 и 1738 гг.
В Ведомости Ялуторовского дистрикта Царёва Кургану от 11 января 1749 года указано, что в деревне Черемховой 42 двора, в которых крестьян, мужчин в возрасте от 18 до 50 лет — 86 человек, у них огнестрельного оружия было 11 винтовок (у Петра Нечаева, у Игнатия Чечулина, у Ивана Белоглазова (ружьё гладь), у Федора <неразборчиво>, у Василия Нечаева, у Кирила Воденикова. у Никиты Чебеткина, у Михаила Чебеткина, у Максима Безсонова, у Григория Туленева, и у Савы Чабанина), 1 турка (у Петра Тюленева), 1 самопал (у Игнатия Невзорова).
К началу 1740-х годов было обнесено укреплениями в виде лежачего заплота, рва, надолб и рогаток. В начале XVIII века Черёмухово представляло собой  деревянную крепость, расположенную в 10 верстах от Царёва Кургана.
После открытия церковного прихода деревня стала именоваться селом Черемховским или Черемуховским. В 1760-е годы иногда называется в документах Черемховским погостом, а в 1770-е годы по наименованию церковного престола — селом Петропавловским.
С 1786 года Черёмухово стало волостным селом.
В селе проходили два ежегодных торжка: 6 января и 29 июня (в день Петра и Павла). Январский торжок со временем был упразднен, а однодневный Петро-Павловский существовал до начала XX в.
В 1874 году в селе была открыта школа.
Основным занятием жителей в XIX веке было земледелие, животноводство и маслоделие. В селе была развита торговля бакалейными, винными и пивными товарами.
В начале XX века в селе была создана небольшая библиотека.
В советское время жители села работали в совхозе «Утятский».

## Церковь
Существует мнение, что в 1705 году в селе была построена церковь во имя Святых Первоверховных Апостолов Петра и Павла.
Первая деревянная церковь в селе Черемуховском была построена  и освящена во имя Святых Первоверховных Апостолов Петра и Павла. По сведениям 1750 года в храме имелся придел в честь иконы Божией Матери «Знамение». Кроме основного здания в церкви имелась трапезная часть, а колокольня стояла отдельно от храма. Вероятно, к концу 1770-х годов церковь эта обветшала и была заменена другой. Сведений о судьбе старого здания не имеется.
Новая деревянная церковь была выстроена тщанием прихожан и освящена 28 февраля 1780 года. Она также имела два престола: главный холодный во имя Апостолов Петра и Павла и в теплом приделе — во имя Казанской иконы Божией Матери. При храме имелась деревянная колокольня, стоявшая в стороне от него. Как стены, так и полы и потолки этой церкви уже к концу 1820-х годов начали приходить в негодность. В середине 1830-х годов здание значится как очень ветхое, а колокольня из-за опасности падения в 1836 году была упразднена.
Когда к началу 1830-х годов существовавшая в селе Черемуховском деревянная церковь обветшала и перестала вмещать выросшее число прихожан, они решили возвести более обширный каменный храм. Для его постройки был выбран проект в стиле классицизма, составленный архитектором Праман, который был утвержден 16 марта 1831 года Преосвященным Евгением, архиепископом Тобольским и Сибирским. В 1831 году одноэтажная церковь в одной связи колокольней была заложена, а в 1832 году прихожане приступили к устройству фундамента. Строителем был крестьянин Аника Бородин, а главным мастером — екатеринбургский мещанин Григорий Алексеев. Проводившиеся на средства прихожан работы были закончены к 1837 году
В новом храме, как и в прежней церкви, было устроено два престола: главный летний во имя Святых и Всехвальных Первоверховных Апостолов Петра и Павла и зимний в честь Казанской иконы Божией Матери. 31 октября 1837 года был освящен Богородице-Казанский престол, а 29 июня 1839 года — главный Петро-Павловский. Колокольня каменная, 5-ярусная, покрыта железом, с таковою же золоченою главою и золоченым крестом. На ней 5 колоколов медных, из них большой весом в 25 пудов, 2-й — 8 пудов, 3-й — 2 пуда 30 фунтов, 4-й — 1пуд, 5-й — 27 фунтов. В 1852 году добавился ещё 1 колокол, в 69 пудов 8 дюймов. К 1842 году храм был обнесен деревянной оградой, которая к 1875 году была заменена каменной с чугунными решетками и воротами. В 1887 году нуждавшиеся в ремонте кровли были заменены, а на главах установлены новые вызолоченные кресты.
Во время боевых действий в 1919 году здание пострадало от снарядов, но было отремонтировано. В 1926 году в храме был пожар, произошло хищение некоторых вещей.
Петро-Павловская церковь оставалась действующей до 1932 года, а в 1935 году была закрыта Челябинским облисполкомом по ходатайству местных жителей. После этого здание долгое время использовалось под склад зерна, были утрачены колокола, утварь и иконостасы.
К началу 1960-х годов использовавшееся длительное время не по назначению и не ремонтировавшееся здание пришло в ветхость. В 1962 году Курганским облисполкомом было принято решение о разборке храма на строительные материалы, норешение не было приведено в исполнение. В нем была размещена машинно-тракторная станция, для чего в стене летнего храма был сделан большой пролом для въезда тракторов и другой сельхозтехники. Кроме того, помещение его было разделено сооруженным для этого перекрытием на два этажа. Свод алтарной части постепенно полностью разрушился, исчезли и остатки колонн при входах.
Решением Совета по делам религий при Совете Министров СССР от 19 октября 1989 года (выписка из Протокола № 12) храм передан общине православных верующих. В июле 1990 года, в день памяти Первоверховных Апостолов Петра и Павла, у стен полуразрушенного храма был совершен первый молебен и началось его возрождение. В 1990-е гг. была сооружена новая железная крыша, всё здание снаружи оштукатурено и обнесено новой металлической оградой.
В 1994 году на должность настоятеля прихода Петро–Павловской церкви назначен протоиерей Николай Новоселов.
Первоначально необходимый ремонт был сделан только в трапезной части, где усилиями прихожан и благотворителей была восстановлена зимняя церковь, освященная в честь Казанской иконы Пресвятой Богородицы. Здесь в течение двадцати лет совершались все богослужения. Главный летний храм все эти годы стоял закрытым. К 2007 году было разобрано устроенное в советское время междуэтажное перекрытие, заменена штукатурка, началась настилка полов. Полностью разрушившийся свод алтаря был заменен на железобетонное перекрытие.
C апреля 2011 года настоятелем храма назначен иерей Виктор Сурин.
Великое освящение храма во имя Святых Первоверховных Апостолов Петра и Павла было совершено 20 мая 2012 года Богородице-Казанский придел к этому времени был упразднен, в результате чего храм стал однопрестольным.

### Приход
- В 1789 году приход Петропавловской церкви села Черёмуховского состоял из села Черёмуховского, 8 деревень Черёмуховской волости: Нечаевой, Арбинской, Щучьей, Колмогоровой, Утяцкой, Лесниковой, Анчутиной, Митиной; 1 деревни Сычёвской волости: Марковой; 3 деревень Введенской волости: Пименовской, Чесноковской, Куртялиной; 4 деревень Барабинской волости: Фатерской, Кряковой, Воинковой, Митиной; 1 деревни Чернавской волости: Анчуткиной. Всего 2309 человек.
- В 1837 году к Петро-Павловской церкви было приписано 348 дворов с численностью 4053 человека.
- В 1872 году — 2587 человек.
- В 1902 году — 3251 человек.
- В 1917 году — 3922 человек.
- В 1900 году в приход входили деревни: Черемуховская, Арбинская, Комогорская, Фатера 1 и 2, Лесникова, Нечаева, Щучья, Воинкова, Степанова.

К Петро-Павловскому храму была приписана часовня в деревне Фатеры (Нижне-Утятская), построенная в 1850 году на средства прихожан этой же деревни. Часовня освящена в честь Архистратига Божия Михаила.

## Черемуховский сельсовет
- Образован в 1919 году в Черемуховской волости Курганского уезда.
- Постановлениями ВЦИК от 3 и 12 ноября 1923 года в составе Курганского округа Уральской области РСФСР образован Чаусовский район с центром в городе Кургане, в состав которого вошёл Черемуховский сельсовет.
- Постановлением Президиума Уралоблисполкома от 15 сентября 1926 года Чаусовский район переименован в Курганский район. Постановлением ВЦИК Курганский район утверждён в составе Курганского округа Уральской области РСФСР.
- 17 января 1931 года район вошёл в состав образованной Челябинской области.
- 6 февраля 1943 года район вошёл в состав образованной Курганской области.
- 2 апреля 1949 года центр района перенесён в с. Введенское.
- 14 июня 1954 года Черемуховский сельсовет объединён с упразднёнными Курганским и Нижнеутятским сельсоветами Курганского района.
- 28 мая 1960 года Черемуховский сельсовет упразднён (объединён с Кетовским сельсоветом Курганского района)
- 1 февраля 1963 года образован Курганский сельский район, который 3 марта 1964 переименован в Кетовский сельский район, а 12 января 1965 года преобразован в Кетовский район.
- 14 июля 1967 года Черемуховский сельсовет вновь образован (выделен в результате разукрупнения из Кетовского сельсовета Кетовского района)
- 6 августа 1979 года Черемуховский сельсовет передан в административное подчинение Советского райисполкома г. Кургана.
- 30 октября 1984 года передан в административное подчинение Первомайского райисполкома г. Кургана.
- 1 февраля 1997 года Черемуховский сельсовет упразднён.

### Население сельсовета
- По данным переписи 1926 года в Черемуховском сельсовете проживало 978 чел., в т.ч. 
  - в с. Черемухово(-ское) 383 чел., в т.ч. русских 363 чел., немцев 14 чел.
  - в д. Арбинское (-ая) 213 чел., в т.ч. русских 213 чел.
  - в выс. Осиновка 242 чел., в т.ч. русских 241 чел., татар 1 чел.
  - в хут. Самообразование (Жиганова), образован в 1923 году, 6 чел., в т.ч. русских 6 чел.
  - в д. Старо-Комогорская 134 чел., в т.ч. русских 134 чел.

## Общественно-значимые здания
- ул. Коммуны, 20 — Петропавловская церковь
- Комсомольская ул., 9 — детский сад № 78 «Звёздочка»
- ул. Космонавтов, 5а — средняя общеобразовательная школа № 59
- Октябрьская ул., 1 / ул. Космонавтов, 15 — культурно-спортивный центр «Черёмушки»
- Октябрьская ул., 4 — библиотека № 20

## Известные люди
В селе Черёмухове родился художник Н. Н. Пименов.